# マイケル・ヒックマン
マイケル・フレデリック・トーマス・ヒックマン（Michale Fredrik Thomas Hickman、1946年10月2日 - ）はイングランド出身の元サッカー選手、サッカー指導者。
一般的には、「Mike Hickman（マイク・ヒックマン）」か「Mick Hickman（ミック・ヒックマン）」として知られている。公式的な資料ではマイク/ミック両方共に使われており 定まっていないこと、両方ともマイケルの愛称であること、Jリーグ登録時の名前がマイケル・ヒックマン表記であるため検証可能性の観点、以上3つのことから本表題ではマイケル表記とする。

## 来歴
サリー州エルステッド生まれ。
1966年フットボールリーグ3部のブライトン・アンド・ホーヴ・アルビオンFCに入団するも、1968年4部のグリムズビー・タウンFCに移籍する。このチームに長く在籍し主力としてリーグ戦通算250試合以上出場、1972年に4部優勝し翌1972-73シーズンから3部でプレーする。
1974年3部のブラックバーン・ローヴァーズFCに移籍し、同シーズン3部優勝、翌1975-76シーズンは2部でプレーした。
1975年4部のトーキー・ユナイテッドFCへ移籍し、1977年を持って現役引退した。引退後は同チームのアカデミーで指導経験を積んだ。
1982年オーストラリアに渡りNSLのチームで指導し、1983年からエディ・トムソン監督率いるシドニー・シティーSCでアシスタントコーチに就任した。ここで数々のタイトルを取り、オーストラリアでは評価されたコンビとなった。
1987年にはトムソンが転籍したシドニー･オリンピックFCに引きぬかれる形でアシスタントコーチに就任しトムソンを支え、翌1988年から監督に昇格し4シーズン指揮した。1989-90シーズンにはリーグ優勝を飾る。
1992年にはライバルチームであるシドニー・クロアチア（現シドニー･ユナイテッドFC）監督に就任したもののごく短期間で辞任している。
また1990年、トムソンがサッカーオーストラリア代表監督に就任したことに伴い、ヒックマンもクラブチーム監督と兼務する形でそのアシスタントコーチに就任している。
その後はイングランドに戻り、複数のクラブでフィットネス（フィジカル）コーチとして活躍する。
1999年、退任したトム・セルマーニの後任としてサンフレッチェ広島ヘッドコーチに就任し再びトムソンを支え、2000年末トムソン退任に伴いヒックマンも退任した。
2001年、グラハム・アーノルドの後任としてノーザン・スピリットFC監督に就任し1シーズン指揮した。
2012年現在、ケレム・ブルトなどを顧客に持つ代理人として活躍している。

## 参考資料
- “サンフレッチェ広島のヘッドコーチとしてヒックマン氏の就任が決まりました。”.   サンフレッチェ広島公式 (1999年1月13日). 2001年5月2日時点のオリジナルよりアーカイブ。2013年7月9日閲覧。
- Mike Hickman - Post War English & Scottish Football League A - Z Player's Database